# Gangreserve
De gangreserve betreft bij een mechanisch horloge de resterende tijd dat de veer nog energie kan geven aan het uurwerk voordat het opnieuw moet worden opgewonden. Dit wordt bij horloges vaak aangeduid als Réserve de Marche (Frans) of Power reserve (Engels). Over het algemeen heeft een volledig opgewonden uurwerk energie voor circa 36–42 uur voordat het stilvalt, maar er zijn ook uurwerken die een maximale gangreserve hebben van drie of meer dagen.
Sommige horloges (zoals het Bucherer-horloge in de afbeelding) hebben een complicatie die aangeeft hoe groot de gangreserve nog is.

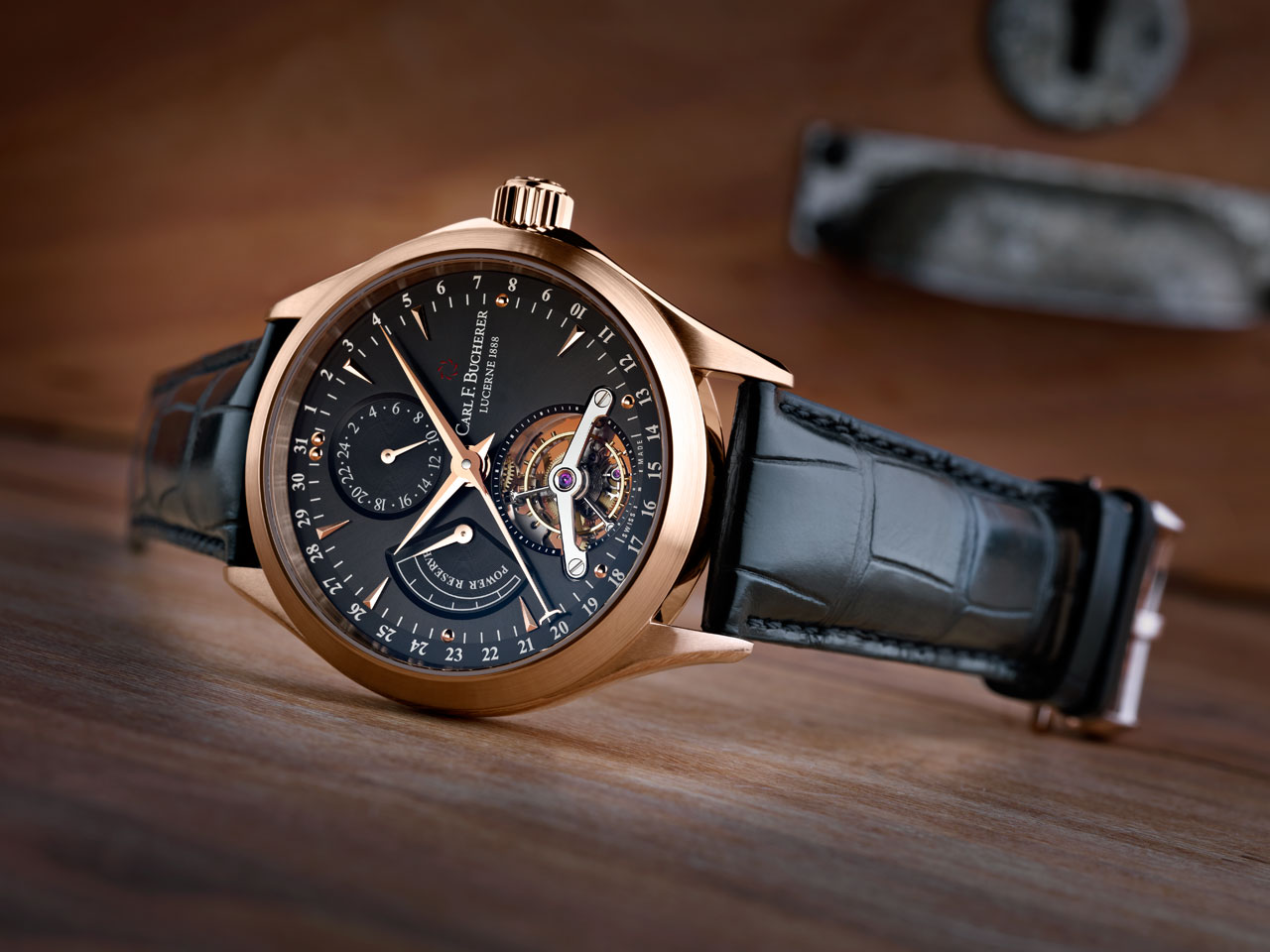
In dit horloge van Bucherer staat de gangreserve aangeduid in de linkerkant.